# 割圆连比例
割圆连比例是清代级数理论的几何学基础，最先由明安图在《割圜密率捷法》卷三、四《法解》中阐明，其后经董祐誠、项名达等数学家的工作而趋于完善。。割圆连比例的中心问题是已知圆弧长度，如何求弦长及矢高，或已知弦长、矢高，如何求得弧长。割圆连比例中心方法是结合由西方传入的连比例方法，结合传统中算方法，将圆弧分割成多等分，画出多条矢，然后构造一系列相似三角形获得一系列连比例式，再将圆弧分割越细，以折线逼近弧线，求得弧长。

## 历史背景
1701年，法国耶稣会传教士杜德美（Pierre Jartoux  1668年至1720年）来到中国，他带来了由艾萨克·牛顿和J.格雷戈里创建的三个三角函数无穷级数
{\displaystyle \pi =3\left(1+{\frac {1}{4\cdot 3!}}+{\frac {3^{2}}{4^{2}\cdot 5!}}+{\frac {3^{2}\cdot 5^{2}}{4^{3}\cdot 7!}}+\cdots \right)}
{\displaystyle \sin x=x-{\frac {x^{3}}{3!}}+{\frac {x^{5}}{5!}}-{\frac {x^{7}}{7!}}+\cdots }
{\displaystyle \operatorname {vers} x={\frac {x^{2}}{2!}}-{\frac {x^{4}}{4!}}+{\frac {x^{6}}{6!}}+\cdots }
这些计算π的“捷法”只涉及乘法和加减运算，速度远超传统刘徽割圆术涉及的平方根计算，因而激起了中国数学家的极大兴趣。然而杜德美没有将推导这些无穷级数的方法带来中国。明安图怀疑西方人不愿分享他们的秘密，于是他着手进行这项工作，前后历时30年，完成了书稿《割圜密率捷法》，他在书中创建几何模型用于获得三角函数无穷级数，不仅推出杜德美的三个无穷级数，还发现了六个新的无穷级数。在这个过程中，他发现和应用卡塔蘭數。

## 连比例

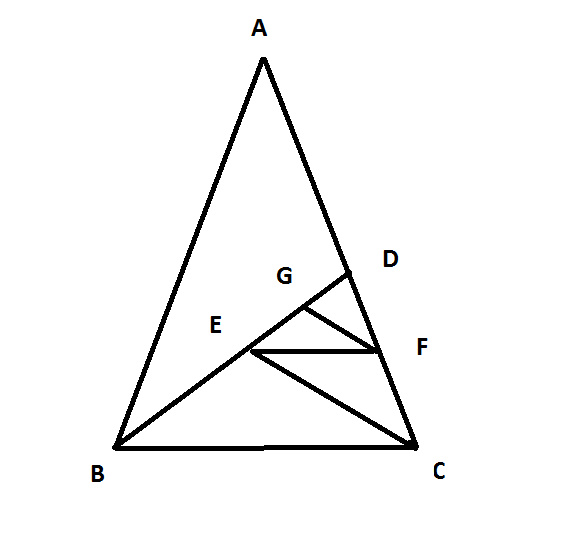
连比例图

如图一 ABC,BCD,CDE,DEF,FDG…… 是一系列相似三角形，于是。
AB:BC=BC:CD=CD:EF=EF:DF=DF:DG;
- AB为第一率，以{\displaystyle \phi _{1}}表示
- BC为第二率，以{\displaystyle \phi _{2}} 表示
- BC为第二率，以{\displaystyle \phi _{2}} 表示
- CD为第三率，以{\displaystyle \phi _{3}} 表示
- DE为第四率，以{\displaystyle \phi _{4}} 表示
- EF为第五率，以{\displaystyle \phi _{5}} 表示
- FG为第六率，以{\displaystyle \phi _{6}} 表示
- 第m率：{\displaystyle \phi _{m}}

于是：
{\displaystyle \phi _{6}=k*\phi _{5}}
{\displaystyle \phi _{5}=k*\phi _{4}}
{\displaystyle \phi _{4}=k*\phi _{3}}
{\displaystyle \phi _{3}=k*\phi _{2}}
{\displaystyle \phi _{2}=k*\phi _{1}}
{\displaystyle \phi _{m}=k^{m-1}*\phi _{1}}
{\displaystyle \phi _{m}}……{\displaystyle \phi _{6}:\phi _{5}:\phi _{4}:\phi _{3}:\phi _{2}:\phi _{1}=k^{m-1}:k^{m-2}}……{\displaystyle k^{5}:k^{4}:k^{3}:k^{2}:k:k^{0}}
又：
{\displaystyle {\frac {\phi _{m}*\phi _{n}}{\phi _{p}}}=(m+n-p-q)*\phi _{q}}

## 明安图割圆连比例

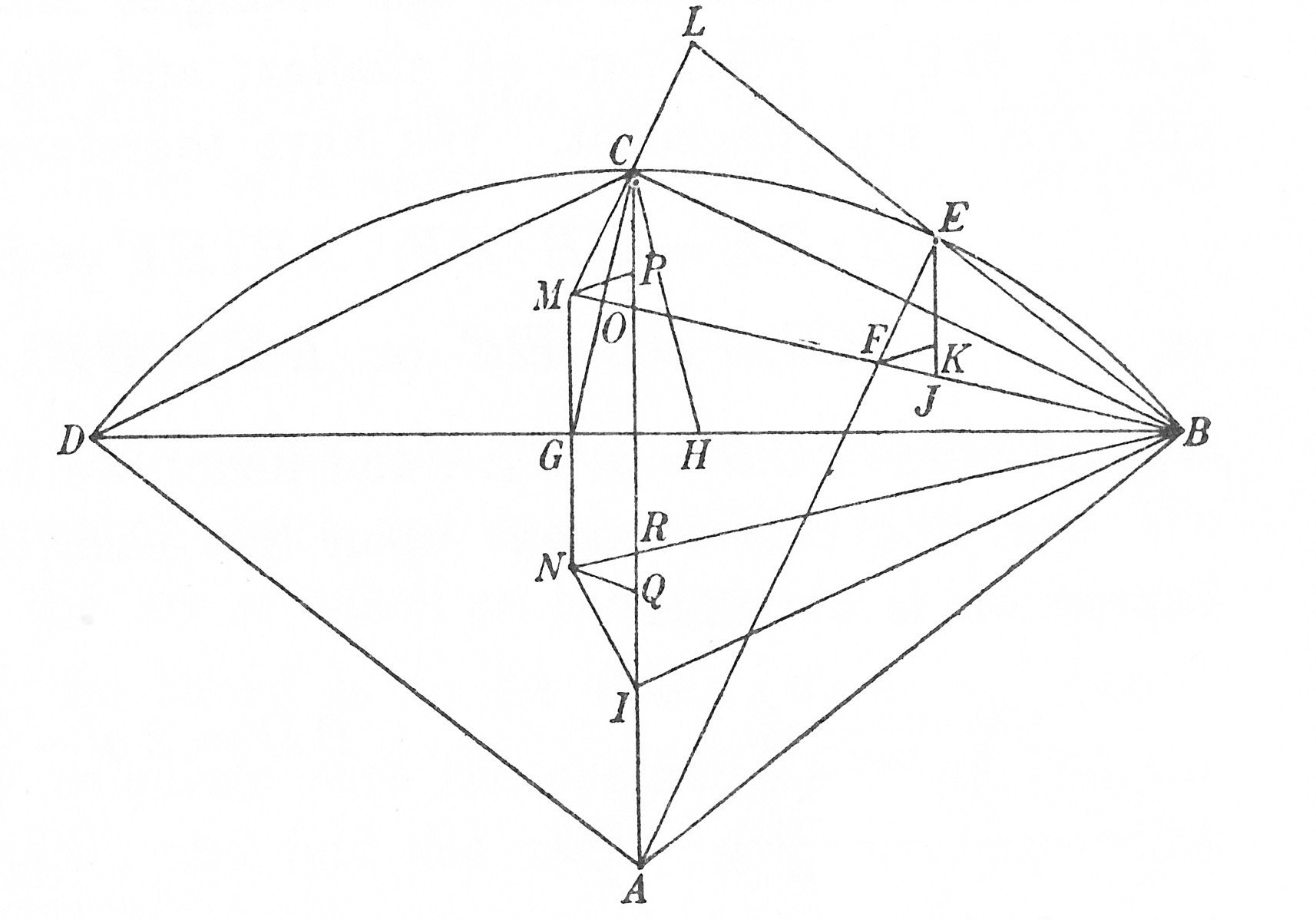
图一 明安图一弦二矢割圆连比例图

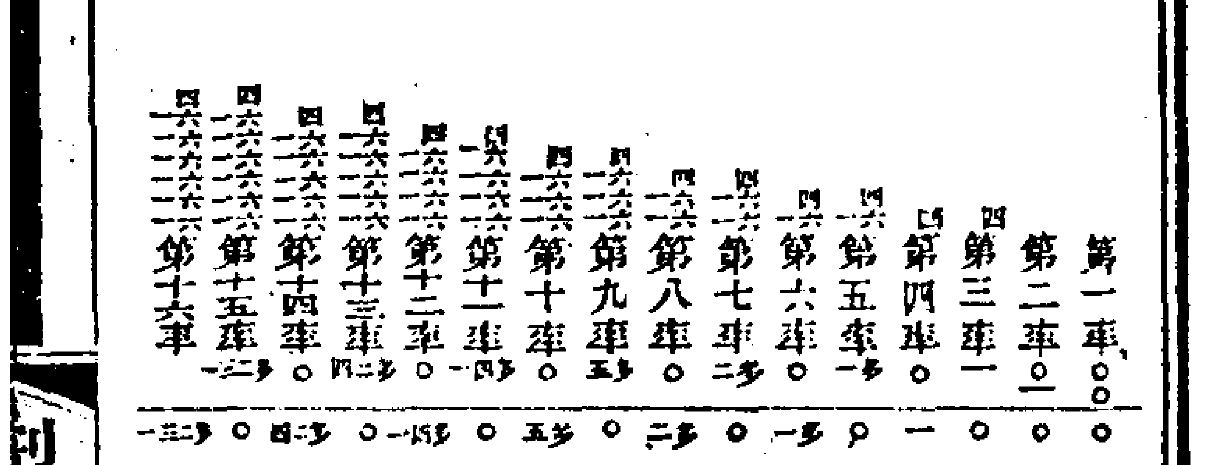
图二 明安图发现卡塔兰数 《割圜密率捷法》卷三

### 由二分弧通弦率数求全弧通弦率数法
如图BCD为全弧，AB=AC=AD=为半径,令半径=1；BD为通弦，BC、CD为1/2 分弧。作BG=BC=x,作直线CG;又作DH=DC,连CH直线。因此，
{\displaystyle BD=2*x-GH}
作EJ=EF,FK=FJ；延长BE直线至L，并令EL=BE;作BF=BE,使F在AE线上。连BF延长至M，并BF=MF；连LM，显然LM通过C点。将三角形BLM以BM为轴反转成三角形BMN,C点重合G，L点重合N。将三角形NGB以BN为轴反转至BMI；显然BI=BC。
{\displaystyle AB:BC:CI=1:x:x^{2}}
作CG之平分线BM，并令BM=BC；连GM、CM；作CO=CM交BM于O;作MP=MO；作NQ=NR，R为BN与AC之交点。∠EBC=1/2 ∠CAE=1/2 ∠EAB;{\displaystyle \therefore }  ∠EBM=∠EAB;于是得到一系列相似三角形：ABE,BEF,FJK,BLM,CMO,MOP,CGH,而且三角形CMO=三角形EFJ;于是得:
- 连比第一率:AB=AC=AD=AE
- 连比第二率：BE=BC=BF=C
- 连比第三率:EF=CM
- 连比第四率:FJ
- 连比第五率:JK=OP

{\displaystyle AB:BE:EF:FJ:JK=1:p:p^{2}:p^{3}:p^{4}}
1:BE=BE:EF；即{\displaystyle EF=BE^{2}}

{\displaystyle 1:BE^{2}=x:GH}
于是{\displaystyle GH=x*BE^{2}=x*p^{2}},
即{\displaystyle BD=2*x-x*p^{2}}

因为 风筝形ABEC 与BLIN相似。
{\displaystyle EF=LC=CM=MG=NG=IN}
{\displaystyle LM+MN=CM+MN+IN=CI+OP=JK+CI}
{\displaystyle \therefore AB:(BE+EC)=BL:(LM+MN)} 即 {\displaystyle AB:BL=BL:(CI+JK)}
令{\displaystyle BL=q}
{\displaystyle AB:BL:(CI+JK)=1:q:q^{2}}
{\displaystyle JK=p^{4}}
{\displaystyle CI=y^{2}}
{\displaystyle CI+JK=q^{2}=BL^{2}=(2BE)^{2}=(2p)^{2}=4p^{2}}
由此得{\displaystyle q^{2}=4p^{2}} 或{\displaystyle p={\frac {q}{2}}}
又{\displaystyle CI+JK=x^{2}+p^{4}=q^{2}},代人p值得：
{\displaystyle x^{2}+{\frac {q^{4}}{16}}=q^{2}},于是
{\displaystyle x^{2}=q^{2}-{\frac {q^{4}}{16}}}
上式平方之，两边除以16：
{\displaystyle {\frac {(x^{2})^{2}}{16}}={\frac {(q^{2}-{\frac {q^{4}}{16}})^{2}}{16}}=\sum _{j=0}^{2}(-1)^{j}*{2 \choose j}*{\frac {q^{2*(2+j)}}{16^{j}}}}
即{\displaystyle {\frac {x^{4}}{16}}={\frac {q^{4}}{16}}-{\frac {q^{6}}{128}}+{\frac {q^{8}}{4096}}{16}}
依次类推
{\displaystyle {\frac {x^{2n}}{16^{n-1}}}=\sum _{j=0}^{n}(-1)^{j}*{n \choose j}*{\frac {q^{2*(n+j)}}{16^{n+j-1}}}}。
将下列二式相加，可以消去{\displaystyle q^{4}}项：
{\displaystyle x^{2}=q^{2}-{\frac {q^{4}}{16}}}
{\displaystyle {\frac {x^{4}}{16}}={{\frac {q^{4}}{16}}-{\frac {2*q^{6}}{16^{2}}}+{\frac {q^{8}}{4096}}}{16}}
{\displaystyle x^{2}+{\frac {x^{4}}{16}}=q^{2}-{\frac {q^{6}}{128}}+*{\frac {q^{8}}{4096}}}
同理
{\displaystyle x^{2}+{\frac {x^{4}}{16}}+{\frac {2*x^{6}}{16^{2}}}=q^{2}-{\frac {5*q^{8}}{4096}}+{\frac {3*q^{10}}{32768}}-{\frac {q^{12}}{524288}}},
.......
{\displaystyle {\begin{aligned}&x^{2}+{\frac {x^{4}}{16}}+{\frac {2x^{6}}{16^{2}}}+{\frac {5x^{8}}{16^{3}}}+{\frac {14x^{10}}{16^{4}}}+{\frac {42x^{12}}{16^{5}}}\\[10pt]{}&+{\frac {132x^{14}}{16^{6}}}+{\frac {429x^{16}}{16^{7}}}+{\frac {1430x^{18}}{16^{8}}}+{\frac {4862x^{20}}{16^{9}}}\\[10pt]&{}+{\frac {16796x^{22}}{16^{10}}}+{\frac {58786x^{24}}{16^{11}}}+{\frac {208012x^{26}}{16^{12}}}\\[10pt]&{}+{\frac {742900x^{28}}{16^{13}}}+{\frac {2674440x^{30}}{16^{14}}}+{\frac {9694845x^{32}}{16^{15}}}\\[10pt]&{}+{\frac {35357670x^{34}}{16^{16}}}+{\frac {129644790x^{36}}{16^{17}}}\\[10pt]&{}+{\frac {477638700x^{38}}{16^{18}}}+{\frac {1767263190x^{40}}{16^{19}}}+{\frac {6564120420x^{42}}{16^{20}}}\\[10pt]&=q^{2}+{\frac {62985}{8796093022208}}q^{24}\end{aligned}}}
展开式各项分子的系数 1，1，2，5，14，42，132……（见图二  明安图原图最后一行，由右至左读）乃是卡塔兰数,明安图是发现此数的世界第一人。
因而得到：
{\displaystyle q^{2}=\sum _{n=1}^{\infty }C_{n}*{\frac {x^{2n}}{4^{2n-2}}}}。
其中
{\displaystyle C_{n}={\frac {1}{n+1}}{2n \choose n}}为明安图-卡塔兰数。
明安图利用他首创的递推关系：
{\displaystyle C_{n}=\sum _{k}(-1)^{k}*{n-k \choose k+1}*C_{n-k}}
{\displaystyle \because BC:CG:GH=AB:BE:EF=1:p:p^{2}=x:px:p^{2}*x}
{\displaystyle \therefore GH:=p^{2}*x=({\frac {q}{2}})^{2}*x={\frac {q^{2}*x}{4}}}
代人{\displaystyle BD=2x-GH}
最后得到。
{\displaystyle BD=2x-{\frac {x}{4}}*q^{2}}
{\displaystyle y_{2}=2x-\sum _{n=1}^{\infty }C_{n}*{\frac {x^{2n+1}}{4^{2n-1}}}}

#### 三角学意义
在图一中令BAE角=α，BAC角=2α
- x=BC=sinα
- q=BL=2BE=4sin(α/2)
- BD=2sin(2α)

明安图获得的 {\displaystyle BD=2*x-x*BE^{2}}
就是
{\displaystyle \sin(2\alpha )=2\sin \alpha -\sum _{n=1}^{\infty }C_{n}*{\frac {(\sin \alpha )^{2n+1}}{4^{n-1}}}}
{\displaystyle =2*\sin(\alpha )-{\frac {2*\sin(\alpha )^{3}}{1+\cos(\alpha )}}}
{\displaystyle q^{2}=BL^{2}=\sum _{n=1}^{\infty }C_{n}*{\frac {x^{2n}}{4^{2n-2}}}}
即{\displaystyle \sin({\frac {\alpha }{2}})^{2}=\sum _{n=1}^{\infty }C_{n}*{\frac {(sin\alpha )^{2n}}{4^{2n}}}}

### 由三分弧通弦率求全弧通弦率

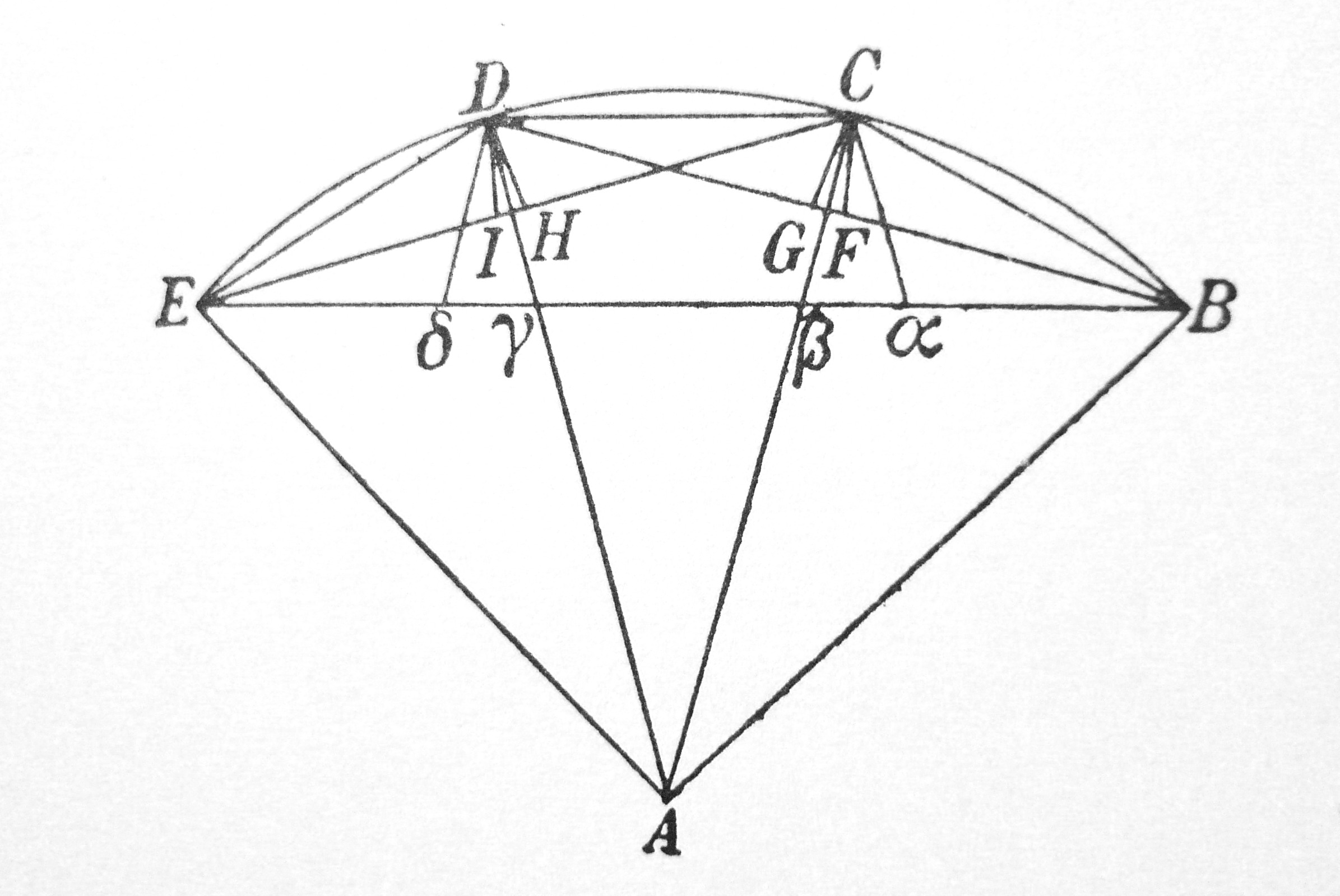
明安图割圆密率三分弧

如图，BE为全弧通弦，BC=CE=DE=a为三等分弧。AB=AC=AD=AE=1 为半径。连BC、CD、DE、BD、EC；作BG、EH=BC，Bδ=Eα=BD,于是三角形Cαβ=Dδγ；又三角形Cαβ与三角形BδD相似。
因此：
{\displaystyle AB:BC=BC:CG=CG:GF},{\displaystyle BC:FG=BD:\delta \gamma }
{\displaystyle 2*BD=BE+\delta \alpha }
{\displaystyle 2*BD-\delta \gamma =BE+BC}
{\displaystyle \therefore 2*BD-\delta \gamma -BC=BE}
依次类推，最后得：
{\displaystyle y_{3}=3*a-a^{3}}。

### 四分弦

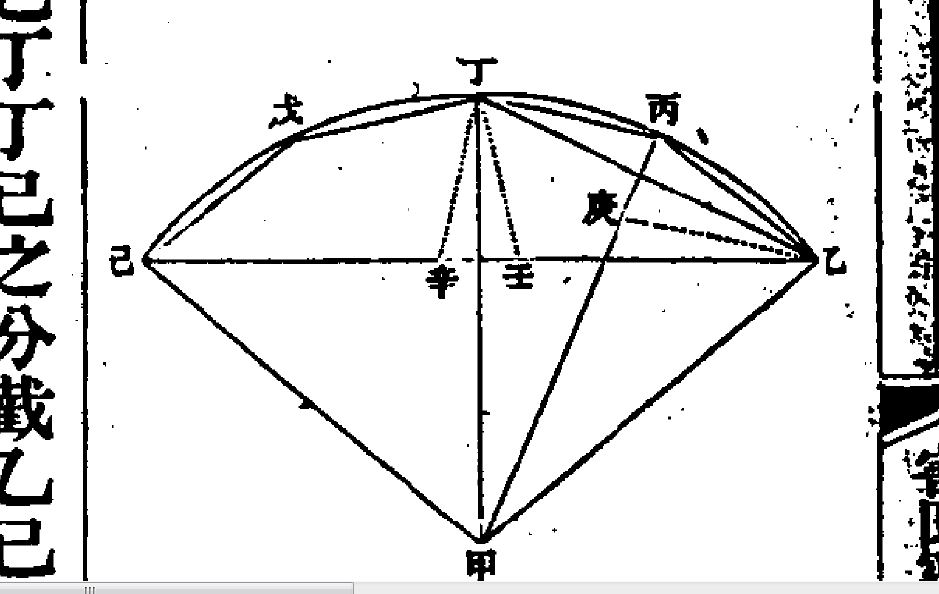
四分弦

{\displaystyle y_{4}=4*a-{\frac {10*a^{3}}{4}}+{\frac {14*a^{5}}{4^{3}}}-{\frac {12*a^{7}}{4^{5}}}}+……
{\displaystyle =4a-10*a^{3}/4+\sum _{n=1}^{\infty }(16C_{n}-2C_{n+1})*{\frac {a^{2n+1}}{4^{2n-1}}}}。。
几何意义：
{\displaystyle \sin(4*\alpha )=4*sin(\alpha )-10*sin^{3}\alpha }
{\displaystyle +\sum _{n=1}^{\infty }(16*C_{n}-2C_{n+1})*{\frac {\sin ^{2n+3}(\alpha )}{4^{n}}}} 。

### 五分弦

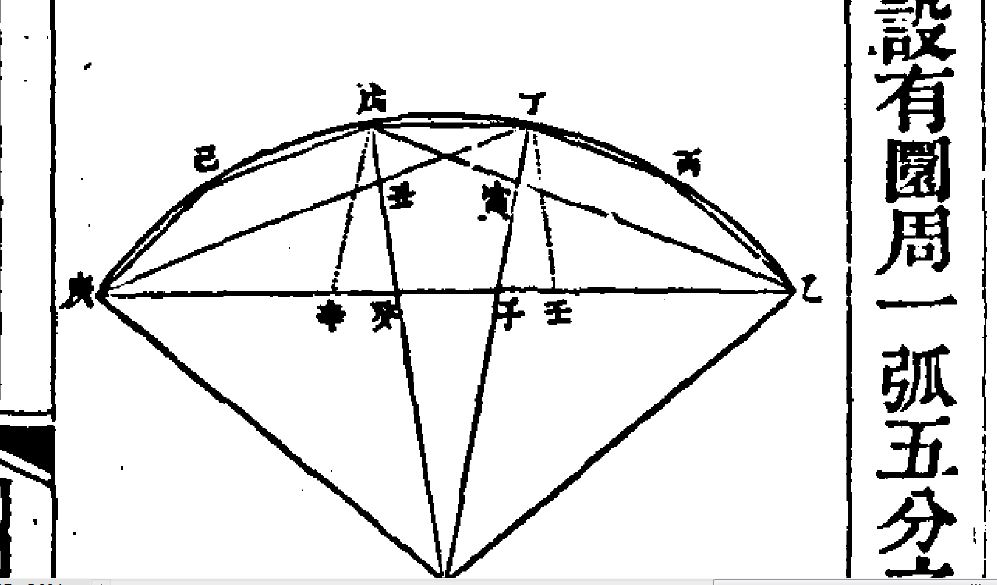
五分弦

{\displaystyle y_{5}=5a-5a^{3}+a^{5}}
几何意义：
{\displaystyle \sin(5\alpha )=5\sin(\alpha )-20\sin ^{3}(\alpha )+16\sin ^{5}(\alpha )}。

### 十分弦

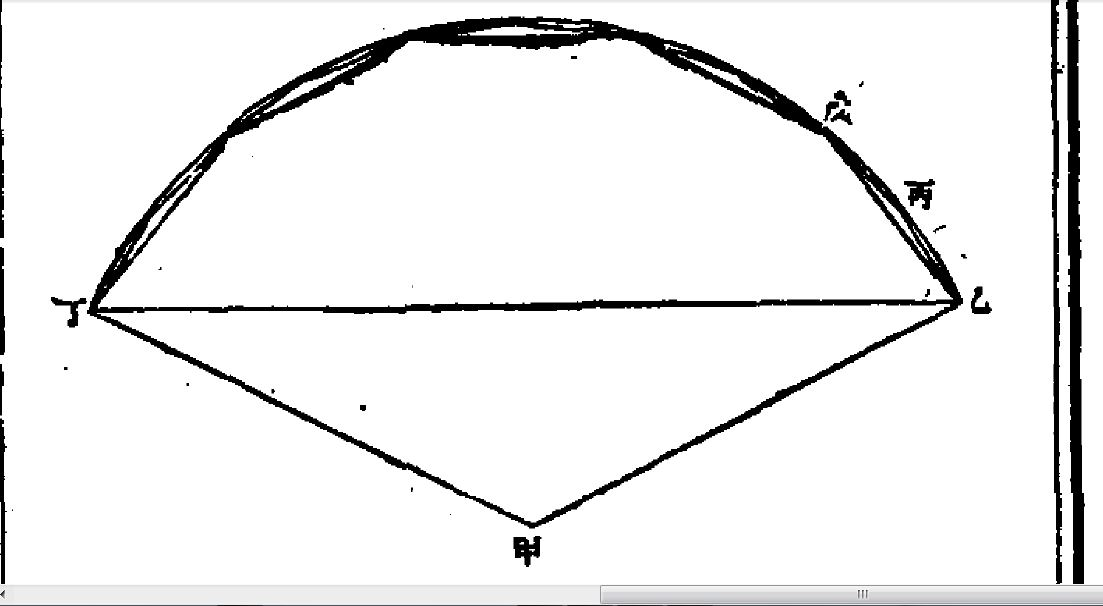
十分弦图

从十分弦开始，明安图不再作几何模型，而是对无穷级数进行代数运算
显然十分弦等于五分弦和二分弦的组合，即
{\displaystyle y_{10}=y_{5}(y_{2})}
{\displaystyle y_{10}=5*y_{2}-5*(y_{2})^{3}+(y_{2})^{5}};
展开即得：

{\displaystyle y_{10}(a)=10*a-{\frac {165*a^{3}}{4}}+{\frac {3003*a^{5}}{4^{3}}}-{\frac {21450*a^{7}}{4^{5}}}}+……。

### 百分弧
同理，
{\displaystyle y_{100}=y_{10}(y_{10})},展开后即得：
{\displaystyle y_{100}=100*a-166650*{\frac {a^{3}}{4}}+333000030*{\frac {a^{5}}{4*16}}-316350028500*{\frac {a^{7}}{4*16^{2}}}+17488840755750*{\frac {a^{9}}{4*16^{3}}}+}……。

### 千分弧
{\displaystyle y_{1000}=1000*a-1666666500*{\frac {a^{3}}{4}}+33333000000300*{\frac {a^{5}}{4*16}}-3174492064314285000{\frac {a^{7}}{4*16^{2}}}+}……。

### 万分弦
{\displaystyle y_{10000}=10000*a-{\frac {166666665000*a^{3}}{4}}+{\frac {33333330000000300*a^{5}}{4^{3}}}+}…………。

### 弧背求通弦
y100,y1000 and y10000 可表为:
{\displaystyle y100=100a-{\frac {(100a)^{3}}{24.002400240024002400}}+{\frac {(100a)^{5}}{24.024021859697730358*80}}+}..........
{\displaystyle y1000:=1000a-{\frac {(1000a)^{3}}{24.000024000024000024}}+{\frac {(1000a)^{5}}{24.000240002184019680*80}}+}..............
{\displaystyle y10000:=10000a-{\frac {(10000a)^{3}}{24.000000240000002400}}+{\frac {(10000a)^{5}}{24.000002400000218400*80}}+}..................
分弦数越大，分母24.000000240000002400、24.000002400000218400*80越接近
24 、  24*80 ；当分弦数n趋向无穷大，  n*a, 就变成 弧背，于是
令c 为弦，a 为弧背，
{\displaystyle c=a-{\frac {a^{3}}{4*3!}}+{\frac {a^{5}}{4^{2}*5!}}-{\frac {a^{7}}{4^{3}*7!}}+}.....
{\displaystyle =\sum _{n=1}^{\infty }{\frac {(-1)^{n-1}*a^{2*n-1}}{(4^{n-1}*(2*n-1)!)}}}

### 通弦求弧背
明安图求得上述无穷级数的反逆，将弧表示为弦的无穷级数:
{\displaystyle a:=c+{\frac {c^{3}}{24}}+{\frac {3*c^{5}}{640}}+{\frac {5*c^{7}}{7168}}+}............

## 正弦的无穷级数展开
{\displaystyle \because sin(\alpha )={\frac {c}{2}}},
令 r=1
{\displaystyle \therefore sin\alpha =a-{\frac {a^{3}}{3}}+{\frac {a^{5}}{5}}-{\frac {a^{7}}{7}}+{\frac {a^{9}}{9}}+}…………
{\displaystyle =\sum _{n=1}^{\infty }(-1)^{n+1}*{\frac {a^{2n-1}}{2n-1}}}。